# بابلو فاسكيز
بابلو فاسكيز (بالإسبانية: Pablo Vázquez)‏ (1984 في الأرجنتين - ) هو لاعب كرة قدم أرجنتيني في مركز الهجوم. لعب مع خميناسيا خوخوي وذي سترونغيست وكيلمس ونادي ريال بوتوسي ونويفا شيكاجو ونيولز أولد بويز ونادي ديبورتيفو أوليمبيا وEstudiantes de Buenos Aires ‏ وديبورتيفو كوينكا وL.D.U. Loja ‏ وسنترال قرطبة دي روساريو ‏ وClub Villa Mitre ‏ وكورونل بولوجنسي وبولي تيميشوارا ‏ ونادي أتلتيكو أرجنتينو ونادي أتليتيكو ألدوسيفي.

## وصلات خارجية
- بابلو فاسكيز على موقع قاعدة بيانات كرة القدم.إي يو (الإنجليزية)
- بابلو فاسكيز على موقع قاعدة بيانات كرة القدم.إي يو (الإنجليزية)
- بابلو فاسكيز على موقع Soccerway.com (الإنجليزية)
- بابلو فاسكيز على موقع AS.com (الإسبانية)